# ليما (لسانيات)
في علم الصرف وصناعة المعاجم، اَلْجِذْع أو الكلمة الأساس أو الجذاذة[بحاجة لمصدر] أو اللِّيمّا نقحرةً هي الشكل المعجمي القانوني للكلمات التي تتشارك في المعنى عَينهِ، والمدرجة في القواميس حسب معلومات لغوية كالتأثيل والسيمياء. فمثلا الكلمة «كتابة» هي ليما من الأصل «كتاب»، من الجذر الثلاثي كتب. لكن في حال أخرى، تكون الليما تعبيرا لهجيا، كما في الإندونيسية Adikodrati "فوق الطبيعة"، المركبة من السنسكريتية Adi فالعربية kodrat ثم لاحقة النسبة i- وهو كذلك من العربية.